# Скат-гео
Скат-гео — автономный необитаемый подводный аппарат. Разработан в Институте проблем морских технологий ДВО РАН. Изготовлен в 1977 г. Предназначается для гравиметрических измерений, эхолокационного обзора дна, геодезических измерений и картографирования. Глубина погружения не превышает 50 м.